# Magazynek Okmiański
Magazynek Okmiański (lit. Paakmenė) – dawna wieś. Tereny, na których leżał, znajdują się obecnie na Litwie, w okręgu wileńskim, w rejonie wileńskim, w gminie Podbrzezie.
Współcześnie część wsi Santoka.

## Historia
W dwudziestoleciu międzywojennym zaścianek leżący w Polsce, w województwie wileńskim, w powiecie wileńsko-trockim, w gminie Podbrzezie, przy granicy z Litwą. W 1931 miejscowość liczyła 14 mieszkańców, zamieszkałych w 4 budynkach.
Po II wojnie światowej w granicach Związku Sowieckiego. Zniesiona w 1972. Od 1991 na niepodległej Litwie.